# Nintendo Network Service Database
Nintendo Network Service Database (NSD), anciennement connue en tant que Wii no Ma, est initialement créée par Nintendo pour apporter un service de divertissement digital pour les possesseurs de la Wii. Le département est par la suite renommé.
Nintendo Network Service Database est responsable du Nintendo Network, ce qui inclut le développement et la maintenance des serveurs des projets internes de Nintendo ainsi qu'à travers d'autres infrastructures externes. La filiale collabore également dans le développement d'infrastructures en ligne tierces compatibles avec les consoles Nintendo et le Nintendo Network. Cette équipe gère l'intégration du Nintendo Network dans les jeux de la firme (infrastructures, sécurité, maintenance). Basée à Kyoto, cette équipe très récente est dirigée par Yusuke Beppu. Elle gère également l'intégration de solutions tierces comme Origin, Netflix ou encore Uplay aux consoles de la compagnie.

## Histoire
Wii no Ma est à l'origine une compagnie de Nintendo, qui, en collaboration avec Dentsu, propose un service de vidéo à la demande présentant des programmes à destination des utilisateurs de Wii. La chaîne Wii no Ma (ou pièce Wii) était visible à ceux ayant une Wii et une connexion internet, elle permet de voir du contenu familial comme des dessins animés, des quiz cérébraux, des émissions de cuisine, des émissions éducatives, ainsi que d'autres programmes exclusivement produits par Nintendo. La diffusion débute au Japon le 1er mai 2009 et se clôt le 30 avril 2012. Une diffusion internationale est discutée mais pas retenue finalement. En 2010, plusieurs noms de marque sont déposés pour le nouveau nom.
À la suite de l’arrêt de la diffusion, Nintendo renomme la compagnie : Nintendo Network Service Database. 